# آنکریت
آنکریت  (به انگلیسی: Ankerite) با فرمول شیمیایی CaFe[CO3]2 از مجموعه کانی هاست و بهترین نوع این بلور در ایتالیا و سوئیس پیدا شده‌است. از نام یک کانی‌شناس اتریشی (M.J.Anker) مشتق شده‌است. CaO:۳۰٫۴۹٪ FeO:۳۹٫۰۶٪ CO۲:۳۰٫۴۵٪ باانکلوزیون‌های Mg,Mn,Ce,La برای اولین بار در اتریش کشف شد و از نظر شکل بلور: رمبوئدر، رنگ: سفید - خاکستری - زرد - قهوه ای، شفافیت: غیر شفاف - شفاف، جلا: شیشه‌ای - صدفی، رخ: خوب- مطابق با سطح، سیستم تبلور: رمبوئدریک و در رده‌بندی کربنات است و منشأ تشکیل آن هیدروترمال - متاسوماتیک است.
همایند کانی‌شناسی (پاراژنز) آن - دولومیت- سیدریت- کوارتز- سولفور مس است.
، از نظر ژیزمان بلور - اگرکات دانه‌ای و توده‌ای فراوان است و بیشتر در اطریش، آلمان شرقی، رومانی، چک اسلواکی، ایتالیا و سوئیس یافت می‌شود.